# Ptolemeu XV Cesarião
Ptolemeu XV Filópator Filómetor Cesarião (do latim Caesarion, "pequeno César"; 23 de junho de 47 — agosto de 30 a.C.) foi o último faraó da dinastia ptolemaica do Egito Antigo. Era tido como filho da rainha do Egito, Cleópatra VII e do general romano Júlio César. Embora o romano jamais tenha reconhecido publicamente sua paternidade, deu indícios que fosse seu pai.

## Biografia
Cesarião nasceu no Egito e sua mãe, a rainha Cleópatra, sempre afirmou que ele era filho do generalromano Júlio César. Mas ainda que o menino pudesse ostentar traços fisionômicos de seu suposto pai e talvez tenha sido autorizado a usar seu nome, César nunca reconheceu, oficialmente, ter um filho natural, razão pela qual veio a adotar seu sobrinho, Otaviano, como seu herdeiro. Um panfleto que circulou em Roma àquela época  tentava provar que César não poderia ser o pai de Cesarião. Além disso, o fato de Cleópatra comparar sua relação com o filho à da deusa egípcia Ísis com seu filho milagroso, Hórus, tornava a questão ainda mais controversa.
Cesarião passou dois de seus primeiros anos, 46 a.C.-44 a.C., em Roma, onde ele e sua mãe eram convidados oficiais do governo romano, ou seja, de Júlio César. Mas quando o ditador foi assassinado, em 15 de março de 44 a.C., ambos tiveram que retornar, apressadamente, ao Egito.
Aos três anos (em 2 de setembro de 44 a.C.), Cesarião foi nomeado co-regente do trono egípcio, mas é pouco provável que tenha tido algum papel político relevante, haja vista a concentração de poder exercido por sua mãe.

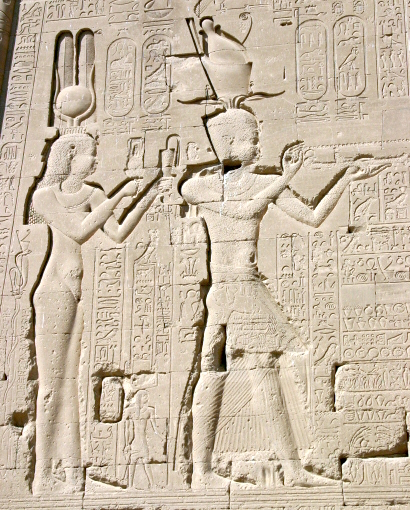
Cleópatra e Cesarião

Quando Cleópatra e Marco Antônio estavam juntos, ele foi beneficiado pelas chamadas "Doações de Alexandria" (34 a.C.), sendo proclamado "rei dos reis" — um título grandioso "sem precedentes na gestão das relações cliente-rei romano" e que "poderia ser visto como ameaça à grandeza do povo romano".
Após a batalha de Áccio (31 a.C.) e consequente invasão do Egito pelas forças de Otaviano, Cleópatra enviou Cesarião, com um grande tesouro, para o porto de Berenice, no mar Vermelho, provavelmente pretendendo fazê-lo chegar à Índia, onde encontraria refúgio.
As circunstâncias da morte do suposto filho de César nunca ficaram plenamente esclarecidas. A hipótese mais aceita — sustentada, inclusive, por Plutarco — é a de que ele, após os suicídios de Marco Antônio e Cleópatra, se tenha deixado enganar pela promessa de assumir o trono do Egito, como herdeiro de sua mãe, tendo retornado a Alexandria, onde foi preso e executado por ordem de Otaviano.
| “                           | Cesarião, que se dizia ser o filho de Cleópatra com Júlio César, foi enviado por sua mãe, com um grande tesouro, para a Índia, por meio da Etiópia. Mas seu tutor, Teodoro, persuadiu-o a voltar, com o fundamento de que Otávio César o convidara para tomar o reino." | ” |
| —Plutarco. Vida de Antônio. | |   |